# Голдсборо (Северна Каролина)
Голдсборо (енгл. Goldsboro) град је у америчкој савезној држави Северна Каролина.

## Демографија
По попису из 2010. године број становника је 36.437, што је 2.606 (-6,7%) становника мање него 2000. године.
| Група             | 2000.          | 2010.          |
| Белци             | 16.346 (41,9%) | 13.628 (37,4%) |
| Афроамериканци    | 20.397 (52,2%) | 19.786 (54,3%) |
| Азијати           | 562 (1,4%)     | 651 (1,8%)     |
| Хиспаноамериканци | 1.052 (2,7%)   | 1.583 (4,3%)   |
| Укупно            | 39.043         | 36.437         |